# El Ranchito, Culiacán
El Ranchito är en ort i Mexiko.   Den ligger i kommunen Culiacán och delstaten Sinaloa, i den västra delen av landet, 1 000 km nordväst om huvudstaden Mexico City. El Ranchito ligger 60 meter över havet och antalet invånare är 773.
Terrängen runt El Ranchito är platt västerut, men österut är den kuperad. Terrängen runt El Ranchito sluttar västerut. Runt El Ranchito är det ganska tätbefolkat, med 155 invånare per kvadratkilometer. Närmaste större samhälle är Culiacán, 5,0 km norr om El Ranchito. Trakten runt El Ranchito består till största delen av jordbruksmark.